# Fronte di Unità Democratica Rivoluzionaria Afar
Fronte di Unità Democratica Rivoluzionaria Afar  (in afar Qafar Uguugumoh Demokrasiyyoh Inkiinoh Fooca) è stato un partito politico etiope fondato nel 1993 per rappresentare il popolo Afar.
Nel 1999 è confluito, insieme al Fronte di Liberazione Afar e ad altre formazioni minori, nel Partito Democratico Nazionale Afar. Fonti successive riportano che l'ARDUF ha continuato ad agire in autonomia.
Il partito era noto anche come Uguugumo che significa Rivoluzione, termine talvolta riservato per l'ala militante e spesso confuso e inteso come una organizzazione separata dall'ARDUF.